# Moros i Cristians d'Alacant
Les festes de Moros i Cristians d'Alacant (Alacant, País Valencià) són una festa popular que inclou la representació de la lluita entre dos bàndols, musulmà i cristià, i que se celebren en cinc barris de la ciutat.
El dia 6 de desembre, amb motiu de la festivitat del patró d'Alacant, sant Nicolau, es realitza una desfilada conjunta pel centre de la ciutat.

## Barris que celebren Moros i Cristians

### Moros i Cristians de Sant Blai
Són els de més solera de la ciutat, es realitzen al barri de Sant Blai, i daten de 1943, encara que no va ser fins al març de l'any 1948 quan José Pascual Pérez, “El Fusteret”, va escriure per al seu barri les ambaixades de moros i cristians, les quals van ser estrenades el mes de juny. Compta amb onze comparses de moros i onze de cristians que celebren les festes la segona setmana de juny en honor de sant Blai.

### Moros i Cristians d'Altossano
El barri d'Altossano celebra les seues festes de Moros i Cristians des de 1952 en honor de la seua Patrona, l'Mare de Déu de l'Assumpció, en la segona setmana d'agost. Actualment, l'Associació de Comparses de Moros i Cristians d'Altossano està integrada per dotze comparses, sis cristianes (Contrabandistes, Corsaris, Croats, Masers, Pirates i Zíngars) i sis mores (Abenserraigs, Berbers del Desert, Els Pacos, Moros del Cordó, Tuaregs i Xeics).

### Moros i Cristians del Palamó
El barri del Palamó celebra festes de Moros i Cristians des de 1976, cada mes de març, en honor del seu patró Sant Josep. Compta amb catorze comparses, set comparses mores (Ximos, Palamoners, Tuareg, Negres papús, Iemenites, Moros vells i Abbàssides) i set comparses cristianes (Arpes, Pescadors i llauradors, Cavallers templers, Sant Jordi, Falcons reials, Contrabandistes i Corsaris del Palamó).

### Moros i Cristians del Barri Miguel Hernández
El barri Miguel Hernández, situat al sector sud de Benalua, celebra Moros i Cristians des de 1978 en la tercera setmana d'agost. Compta amb dotze comparses, sis mores i sis cristianes.

### Moros i Cristians del Rebolledo
La pedania alacantina del Rebolledo celebra Moros i Cristians en honor de la Mare de Déu del Carme des de 1992, a mitjan mes de juliol.